# بالادست و پایین‌دست (دی‌ان‌ای)
در زیست‌شناسی مولکولی و ژنتیک، اصطلاح بالادست و پایین‌دست برای اشاره به جایگاه نسبی در دی‌ان‌ای و آران‌ای به کار می‌رود. هر رشتهٔ دی‌ان‌ای یا آران‌ای دارای یک پایانهٔ '۵ و یک پایانهٔ '۳ می‌باشد که این دو از روی جایگاه کربن بر روی حلقهٔ دی اکسی ریبوز یا ریبوز آن‌ها نامگذاری شده‌اند. بسته به جایگاه، بالادست بخشی است که در نزدیکی پایانهٔ '۵ و نیز پایین دست بخشی است که در نزدیکی پایانهٔ '۳ است.
از آنجایی که دی‌ان‌ای دو رشته‌ای است و جهت هر رشته وارونهٔ جهت رشتهٔ دیگر می‌باشد، بالادست و پایین‌دست در هر کدام از این رشته‌ها به ترتیب پایین‌دست و بالادست در رشتهٔ دیگر به شمار می‌آید.